# ATP Finals 2022 - Singolare
Alexander Zverev era il detentore del titolo ma quest'anno non è riuscito a qualificarsi a causa di un infortunio.
In finale Novak Đoković ha battuto Casper Ruud con il punteggio di 7-5, 6-3.

## Teste di serie
1. Rafael Nadal (round robin)
2. Stefanos Tsitsipas (round robin)
3. Casper Ruud (finale)
4. Daniil Medvedev (round robin)

1. Félix Auger-Aliassime (round robin)
2. Andrej Rublëv (semifinale)
3. Novak Đoković (campione)
4. Taylor Fritz (semifinale)

### Riserve
1. Holger Rune (non ha giocato)

1. Hubert Hurkacz (non ha giocato)

## Tabellone

### Legenda
| - Q = Qualificato - WC = Wild card - LL = Lucky loser | - ALT = Alternate - SE = Special Exempt - PR = Protected Ranking | - w/o = Walkover - r = Ritirato - d = Squalificato |

### Parte finale
|  | Semifinali | Semifinali    | Semifinali    | Semifinali | Semifinali |  |  | Finale | Finale        | Finale        | Finale | Finale |  |
|  |            |               |               |            |            |  |  |        |               |               |        |        |  |
|  | 3          | Casper Ruud   | Casper Ruud   | 6          | 6          |  |  |        |               |               |        |        |  |
|  | 6          | Andrej Rublëv | Andrej Rublëv | 2          | 4          |  |  | 3      | Casper Ruud   | Casper Ruud   | 5      | 3      |  |
|  | 7          | Novak Đoković | Novak Đoković | 7          | 7          |  |  | 7      | Novak Đoković | Novak Đoković | 7      | 6      |  |
|  | 8          | Taylor Fritz  | Taylor Fritz  | 65         | 6          |  |  |        |               |               |        |        |  |

### Gruppo Verde
|   |                       | Nadal       | Ruud             | Auger-Aliassime     | Fritz               | RR V-P | Set V-P   | Game V-P    | Classifica |
| 1 | Rafael Nadal          |             | 7-5, 7-5         | 3-6, 4-6            | 6(3)-7, 1-6         | 1-2    | 2-4 (33%) | 28-35 (44%) | 4          |
| 3 | Casper Ruud           | 5-7, 5-7    |                  | 7-6(4), 6-4         | 6-3, 4-6, 7-6(6)    | 2-1    | 4-3 (57%) | 40-39 (51%) | 1          |
| 5 | Félix Auger-Aliassime | 6-3, 6-4    | 6(4)-7, 4-6      |                     | 6(4)-7. 7-6(5), 2-6 | 1-2    | 3-4 (43%) | 37-39 (49%) | 3          |
| 8 | Taylor Fritz          | 7-6(3), 6-1 | 3-6, 6-4, 6(6)-7 | 7-6(4), 6(5)-7, 6-2 |                     | 2-1    | 5-3 (63%) | 47-39 (55%) | 2          |

La classifica viene stilata in base ai seguenti criteri: 1) Numero di vittorie; 2) Numero di partite giocate; 3) Scontri diretti (in caso di due giocatori pari merito); 4) Percentuale di set vinti o di game vinti (in caso di tre giocatori pari merito); 5) Ranking ATP

### Gruppo Rosso
|   |                    | Tsitsipas            | Medvedev             | Rublëv              | Đoković             | RR V-P | Set V-P   | Game V-P    | Classifica |
| 2 | Stefanos Tsitsipas |                      | 6-3, 6(11)-7, 7-6(1) | 6-3, 3-6, 2-6       | 4-6, 6(4)-7         | 1-2    | 3-5 (38%) | 40-44 (48%) | 3          |
| 4 | Daniil Medvedev    | 3-6, 7-6(11), 6(1)-7 |                      | 7-6(7), 3-6, 6(7)-7 | 3-6, 7-6(5), 6(2)-7 | 0-3    | 3-6 (33%) | 48-57 (46%) | 4          |
| 6 | Andrej Rublëv      | 3-6, 6-3, 6-2        | 6(7)-7, 6-3, 7-6(7)  |                     | 4-6, 1-6            | 2-1    | 4-4 (50%) | 39-39 (50%) | 2          |
| 7 | Novak Đoković      | 6-4, 7-6(4)          | 6-3, 6(5)-7, 7-6(2)  | 6-4, 6-1            |                     | 3-0    | 6-1 (86%) | 44-31 (59%) | 1          |

La classifica viene stilata in base ai seguenti criteri: 1) Numero di vittorie; 2) Numero di partite giocate; 3) Scontri diretti (in caso di due giocatori pari merito); 4) Percentuale di set vinti o di game vinti (in caso di tre giocatori pari merito); 5) Ranking ATP